# 胎藏界
胎藏界，又名、行續、行部、行怛特羅（藏語：སྤྱོད་པའི་རྒྱུད།，威利转写：spyod pa'i rgyud，THL：chö-pé gyü），密宗術語，以漢傳密宗經典《大日經》為中心所形成的一個密宗流派。
它與金剛界合稱兩部大法，或兩部純密，形成唐密的主體。在它之前形成的密法則稱為雜密。此宗在漢地，經唐武宗滅佛後失傳；然此前已及早傳入日本，而在日本茁壯，並約莫自20世紀起，唐密教法反哺回漢地。
胎藏界與金剛界形成日本東密及台密的核心教義金胎不二，在日本信奉及修行金胎兩界者眾多。

## 釋義

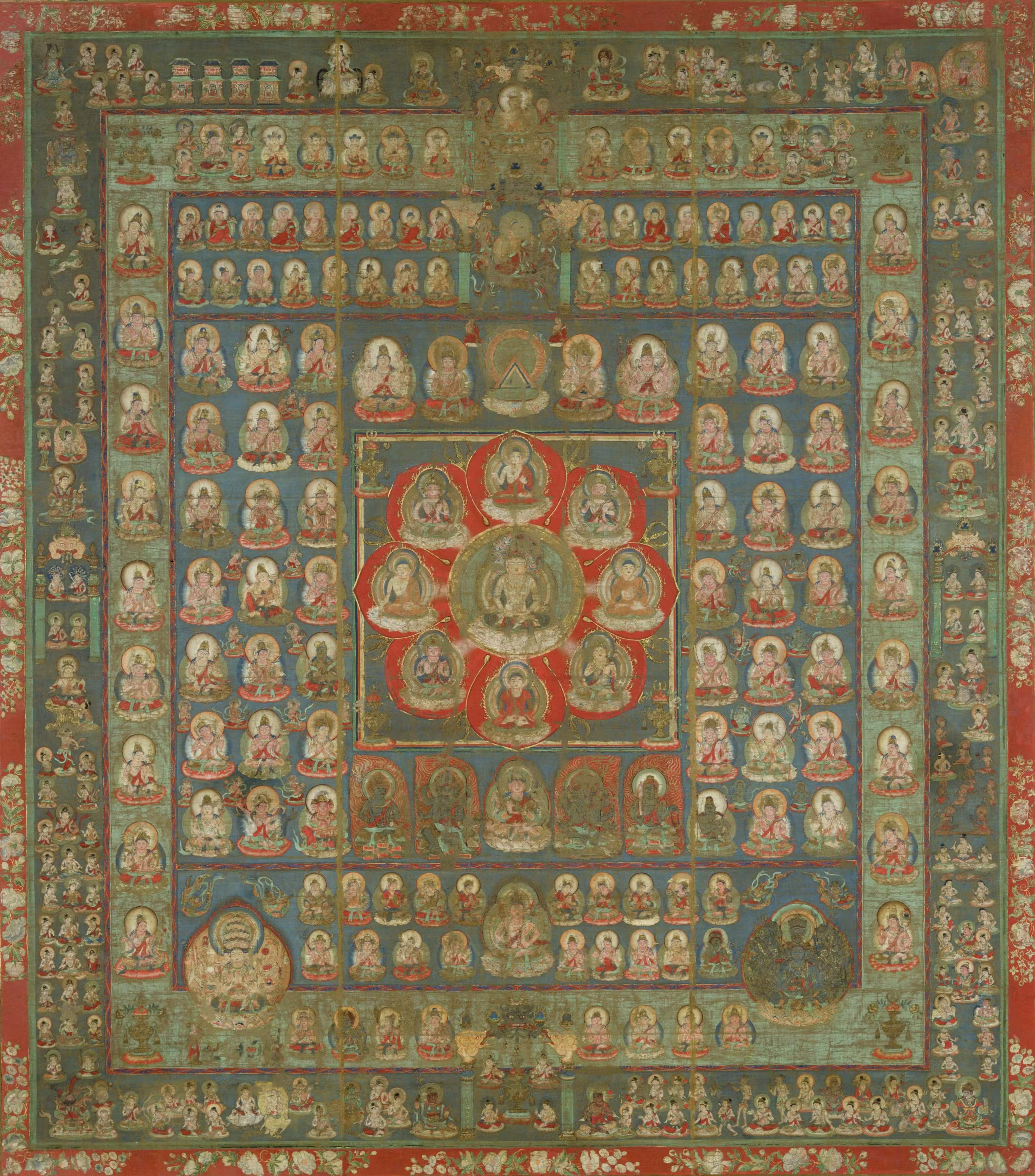
胎藏界曼荼羅。中央方形的中心為早期的毗盧遮那佛；周匝圍繞著八尊佛與菩薩（自頂按順時鐘方向依序為：寶幢如來、普賢菩薩、開敷華王如來、文殊師利菩薩、無量壽如來、觀世音菩薩、天鼓雷音如來、彌勒菩薩。）

胎藏界的梵文，源自於梵文字根garbha，有隱藏、包含之意，在密宗之中，意指為佛性、或如來藏。胎藏界以《大日經》「菩提心為因，大悲為根本，方便为究竟」三句義為根本。認為人皆具備如來藏佛性，是一切眾生本有的清淨菩提心，真常不變，胎藏心中；大日如來代表的就是這個本有的清淨菩提心。修行真言密法的目的，就是在於發揚這個清淨菩提心，使自己與大日如來合一。
胎藏界密法，結合了真言咒語，與曼荼羅。藏傳佛教宗喀巴認為，行續外在的真言儀軌與內在的禪定修持是同等重要的，所以稱為行續。它與事續不同的地方在於，雖然它也重視咒語儀軌，但是它已經進入理論層次，更為重視般若智慧的層面，因此，它可以被視為是事續的進一步發展。

## 歷史源流
胎藏界密法可能源起於南印度如來藏學派，略早於金剛界傳承，後以那爛陀寺為中心，向全印度散播。因玄奘與義淨至求學時，胎藏界密法尚未傳入那爛陀寺，因此它的興起時間，可以推估是在武周至開元之間。
在金剛界傳承興起之後，它吸納了胎藏界成為它的一部份。多數唐密修行者，會同時修行二者，而以金剛界傳承為主。

### 中國
唐開元年間，由善無畏傳入中國，其弟子一行承繼之，作大日經疏。這是胎藏界密法在中國的第一個傳承。
後不空三藏至錫蘭學習密法時，在普賢阿闍黎座下，受金剛界與胎藏界兩部灌頂，後傳回中國，形成第二個傳承。因其弟子眾多，唐密以不空傳承為主，也因此形成金剛界與胎藏界兩部密法融合的風格。

### 日本

#### 真言宗（東密）
空海（弘法大師）接受青龍寺惠果阿闍梨的指導，屬於不空三藏的傳承，他之後將將胎藏界與金剛界密法傳入日本。

#### 台密
最澄至中國留學，受法於當時天台山修禪寺座主道邃上人，並從越州龍興寺順曉阿闍梨得结缘灌頂並傳胎藏界，學习此法，但由于时间紧迫并未學全。
弘仁三年，最澄親至乙訓寺拜訪空海，以空海為阿闍梨，接受空海的胎藏界和金剛界结缘灌頂。但最澄要求空海传法阿闍梨灌頂時，空海要求他先接受三年修行，拒絕他的請求。最澄要求借閱金剛界《理趣經釋》也遭到拒絕。於是最澄以天台宗，結合密宗。又最澄弟子圓仁、徒孫圓珍亦曾入唐，求學密宗，形成台密的傳統。

## 胎藏界曼荼羅
| 外金剛部院 \| 文殊院 \| \| \| \| \| \| 地 藏 院 \| 釋迦院 \| 釋迦院 \| 釋迦院 \| 除 蓋 障 院 \| \| 地 藏 院 \| 蓮 華 部 院 \| 遍知院 \| 金 剛 手 院 \| 除 蓋 障 院 \| \| 地 藏 院 \| 蓮 華 部 院 \| 中台 八葉院 \| 金 剛 手 院 \| 除 蓋 障 院 \| \| 地 藏 院 \| 蓮 華 部 院 \| 持明院 \| 金 剛 手 院 \| 除 蓋 障 院 \| \| 地 藏 院 \| 虚空藏院 \| \| \| 除 蓋 障 院 \| \| 蘇悉地院 \| \| \| \| \| |             |             |             |             |
| 文殊院 |             |             |             |             |
| 地 藏 院 | 釋迦院      | 釋迦院      | 釋迦院      | 除 蓋 障 院 |
| 地 藏 院 | 蓮 華 部 院 | 遍知院      | 金 剛 手 院 | 除 蓋 障 院 |
| 地 藏 院 | 蓮 華 部 院 | 中台 八葉院 | 金 剛 手 院 | 除 蓋 障 院 |
| 地 藏 院 | 蓮 華 部 院 | 持明院      | 金 剛 手 院 | 除 蓋 障 院 |
| 地 藏 院 | 虚空藏院    |             |             | 除 蓋 障 院 |
| 蘇悉地院 |             |             |             |             |

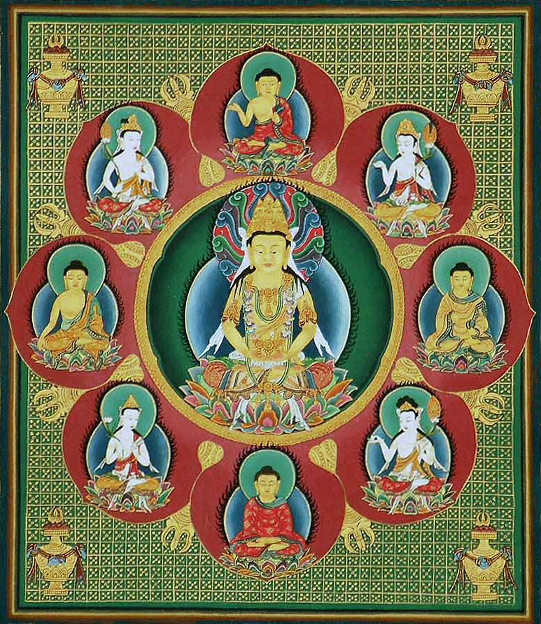
胎藏界曼荼羅的中台八葉院內的佛像，由上方開始順時針方向起，分別為寶幢如來、普賢菩薩、開敷華王如來、文殊菩薩、阿彌陀如來、觀音菩薩、天鼓雷音如來、彌勒菩薩，中央為大日如來。日本國寶平安時代初期9世紀繪制的絹本著色《両界曼荼羅圖》現藏於日本京都的東寺。

胎藏界五佛，位於中台八葉院，即是大日如來、寶幢如來、開敷華王如來、無量壽如來、天鼓雷音如來。

## 藏傳密宗觀點
藏傳密宗稱胎藏界為行續、行怛特羅、二俱續、或事二俱瑜伽；依照其判教，胎藏界密法屬下三部密法中的第二部。

## 註解
1. ↑  《密宗道次第廣論》卷二：「若待外事內定等分，非待極多外事，即是行部之機。」「事定等行故名行續。」
2. ↑  《密宗道次第廣論》卷二：「若內正定與諸外事等分開示立為行續。如《大日經》註云：『此續雖是方便智慧為主之瑜伽續，然為攝受信解外事諸眾生故，開示隨順外事諸行。故共稱事續或二俱續。』又《金剛藏莊嚴續》云：『事二俱瑜伽。』亦說行續為二俱續。」